# Acanthocladus colombianus
Acanthocladus colombianus är en jungfrulinsväxtart som beskrevs av Aymard och J.F.B.Pastore. Acanthocladus colombianus ingår i släktet Acanthocladus och familjen jungfrulinsväxter. Inga underarter finns listade i Catalogue of Life.